# (85200) Johnhault
(85200) Johnhault (1991 TG15) – planetoida z pasa głównego asteroid okrążająca Słońce w ciągu 4,11 lat w średniej odległości 2,56 j.a. Odkryta 6 października 1991 roku.